# Narodnoje Opolčenije (stanice metra v Moskvě, linka Bolšaja kolcevaja)
Narodnoje Opolčenije (rusky Народное Ополчение) je stanice moskevského metra na lince Bolšaja kolcevaja, která byla zprovozněna 1. dubna 2021 v rámci úseku Mňovniki - Chorošovskaja. V budoucnu tato stanice bude přestupní na právě budovanou stejnojmennou stanici na Rubljovo-Archangelské lince. Původně se tato stanice měla jmenovat Karamyševskaja, avšak na portálu Aktivnyj graždanin bylo na základě iniciativy vyvoláno hlasování, ve kterém 26. března 2021 vyhrál název Narodnoje Opolčenije. Nedaleko se nachází prakticky stejnojmenná ulice - ulica Narodnogo Opolčenija  (Улица Народного Ополчения).  

## Charakter stanice
Stanice Narodnoje Opolčenije se nachází ve čtvrti Chorošovo-Mňovniki (Хорошёво-Мнёвники) pod prospektem Maršala Žukova (Проспект Маршала Жукова) u jeho křížení s ulicí Děmjana Bědnogo (Улица Демьяна Бедного). Stanice disponuje dvěma podzemními vestibuly, východy z nich směřují k prospektu Maršala Žukova, ulicím Děmjana Bědnogo, Narodnogo Opolčenija a Mňovniki. V blízkosti stanice žije a pracuje zhruba 200 tisíc lidí. Po spuštění stanice došlo k snížení intenzity dopravy na okolních ulicích o 9%. Jedná se o nejbližší stanici k vjezdu do přírodní památky Serebrjanyj bor - od něj je stanice vzdálena 2,4 km.    
Jelikož pojem Narodnoje Opolčenije v použitém významu lze označit jako lidové povstání či národnímu vzdoru proti cizím vládcům v Rusku, výzdoba stanice se věnuje událostem z let 1612, 1812 a 1941, kdy byla ruské impérium, potažmo SSSR napaden cizí mocností a lid proti tomu povstal. Na toto téma byly prostřednictvím UV tisku na hliníkové panely vytištěny kresby a cestující je můžou vidět jako v interiérech vestibulů tak i na kolejových stěnách nástupiště. Podlaha nástupiště je pokryta ruskou žulou tmavě šedé barvy. Stěny jsou obloženy hliníkovými panely a sloupy jsou obloženy leštěnou nerezovou ocelí. Část stropu v prostorech vestibulů a nástupiště je pokryta vodorovnou hliníkovou lištou.

## Fotogalerie
- Lavička na nástupišti
- Název stanice na kolejové stěně